# Makarskiana
Makarskiana es un género de foraminífero bentónico de la subfamilia Valvulininae, de la familia Valvulinidae, de la superfamilia Eggerelloidea, del suborden Textulariina y del orden Textulariida. Su especie tipo es japikarskiana trochoidea. Su anal  cronoestratigráfico abarca desde el Luteciense (Eoceno medio) hasta el Bartoniense (Eoceno medio).

## Discusión
Clasificaciones previas incluían Makarskiana en la superfamilia Textularioidea.

## Clasificación
Makarskiana incluye a la siguiente especie:
- Makarskiana trochoidea